# Nascus broteas
Nascus broteas är en fjärilsart som beskrevs av Pieter Cramer 1780. Nascus broteas ingår i släktet Nascus och familjen tjockhuvuden. Inga underarter finns listade i Catalogue of Life.

## Bildgalleri

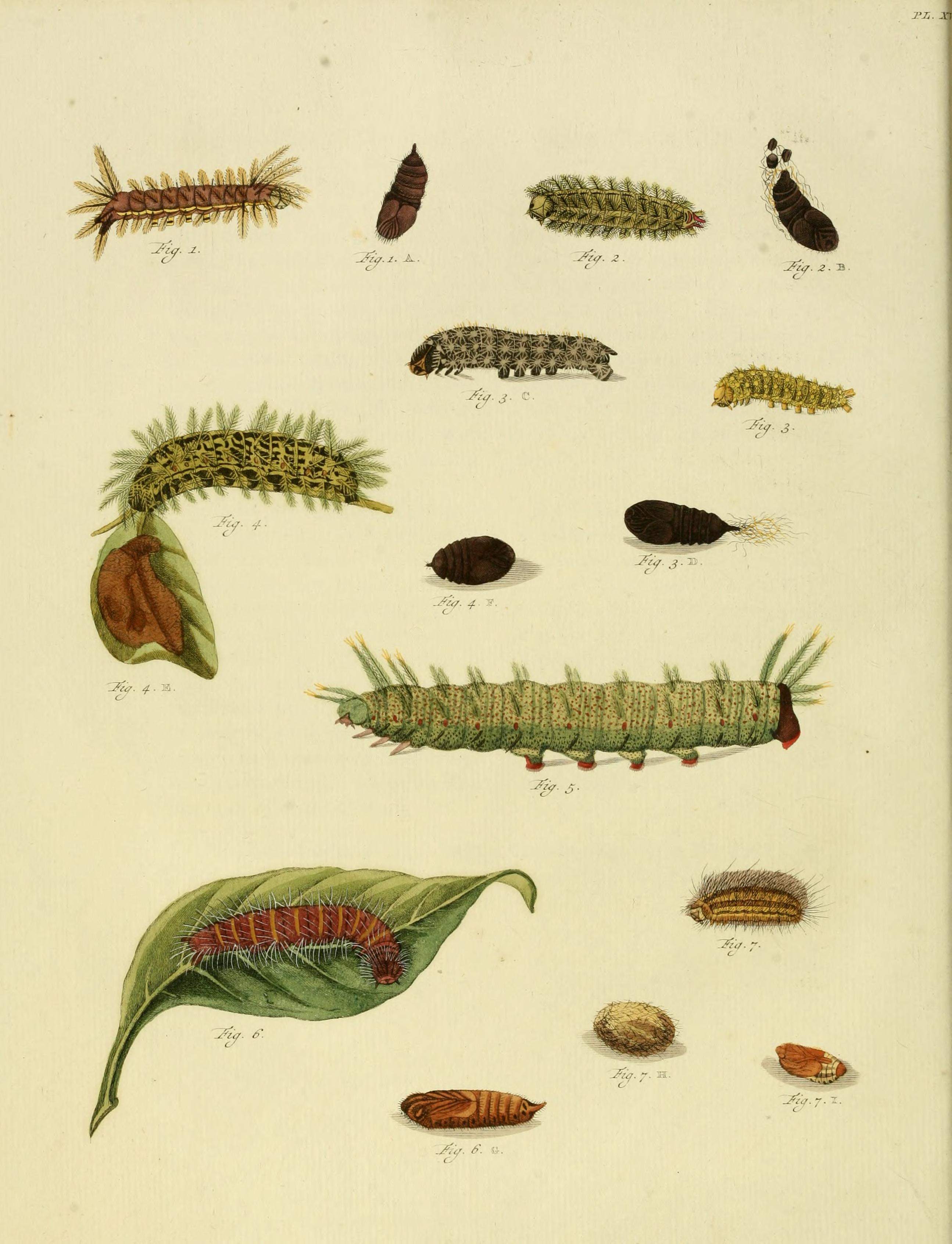
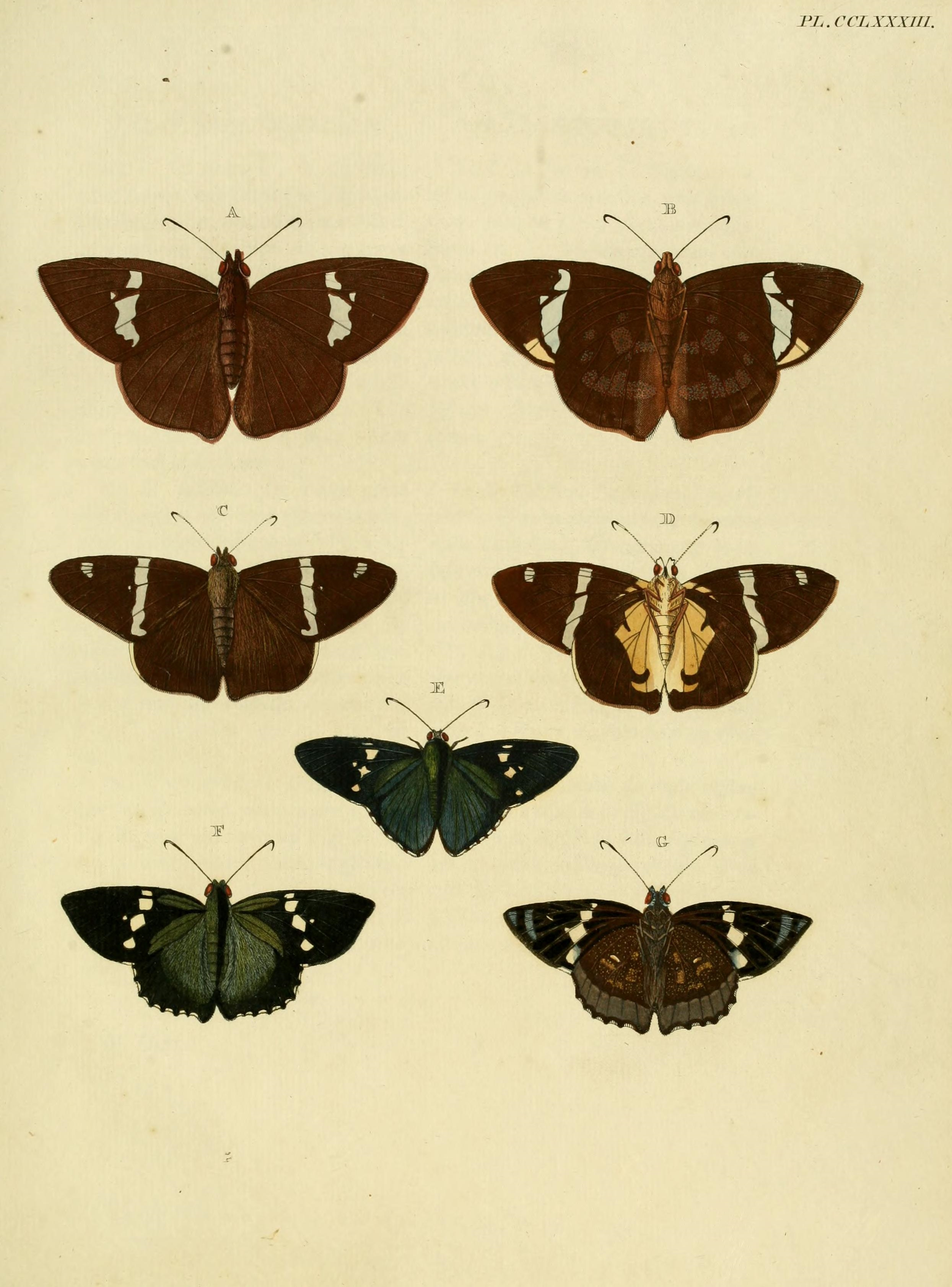